# Herb powiatu przysuskiego
Herb powiatu przysuskiego – jeden z symboli powiatu przysuskiego, autorstwa Kamila Wójcikowskiego i Roberta Fidury, ustanowiony 23 stycznia 2014.

## Wygląd i symbolika

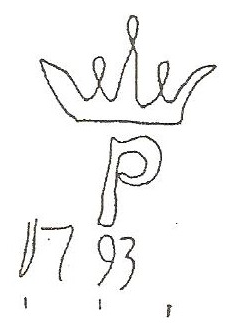
Filigran papierni przysuskiej z 1793

Herb przedstawia na tarczy dzielonej w słup, z prawej strony osiem pasów naprzemiennie czerwonych i srebrnych, z lewej w polu błękitnym inicjał „P” ażurowy, złoty, nad którym takaż korona ażurowa. Prawe polu herbu zaczerpnięte zostało z herbu dawnej ziemi sandomierskiej, na której terenie w całości leży powiat. Lewe pole herbu zawiera symbole siedziby powiatu, Przysuchy. Ponieważ władze powiatowe nie chciały nawiązywać do herbu Przysuchy, użyty został motyw z filigranu papierni w Przysusze z 1793 roku.